# Marie Gilhuys-Sasbach

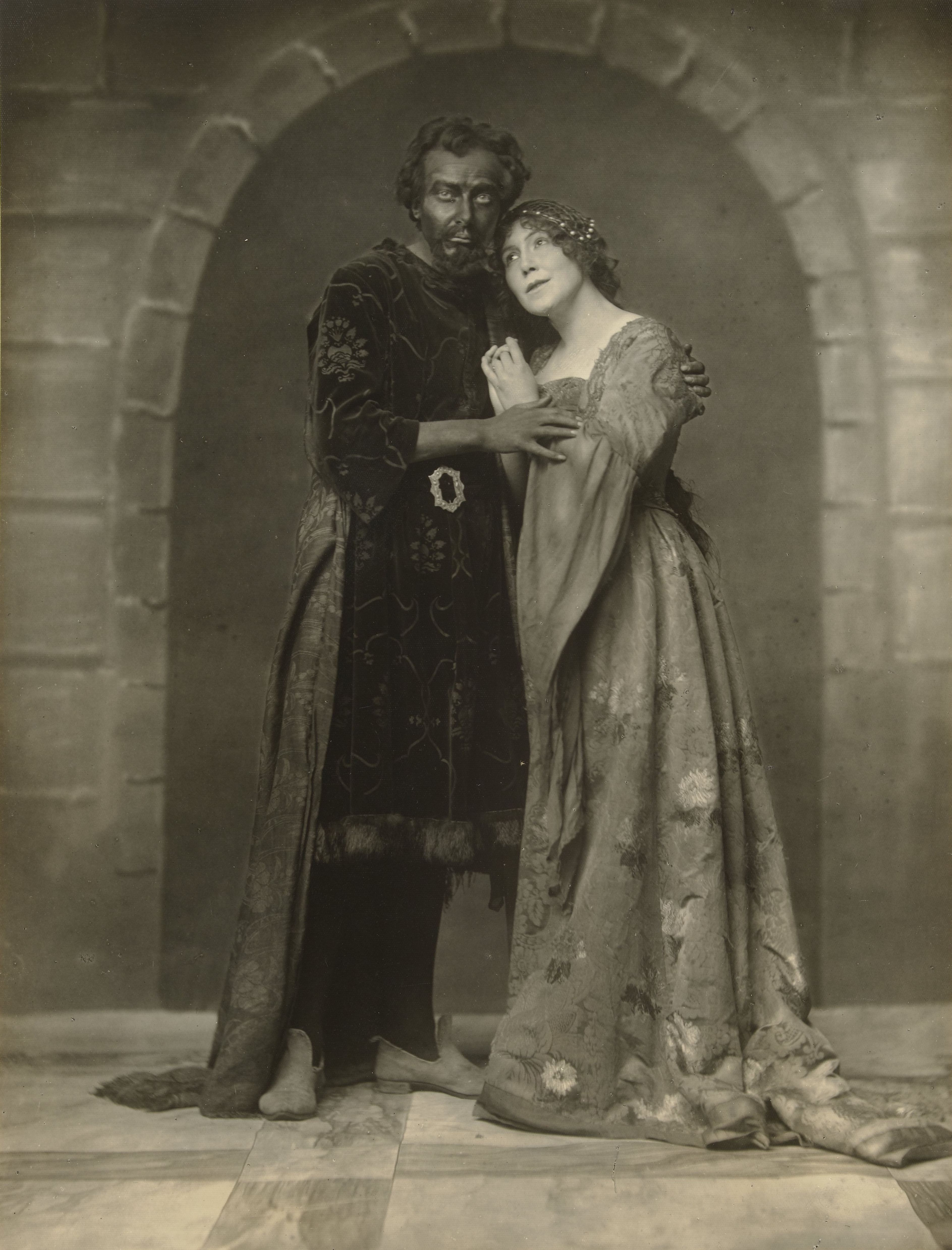
Portret van de acteurs Albert van Dalsum en Marie Gilhuys-Sasbach in het toneelstuk Othello (1918)

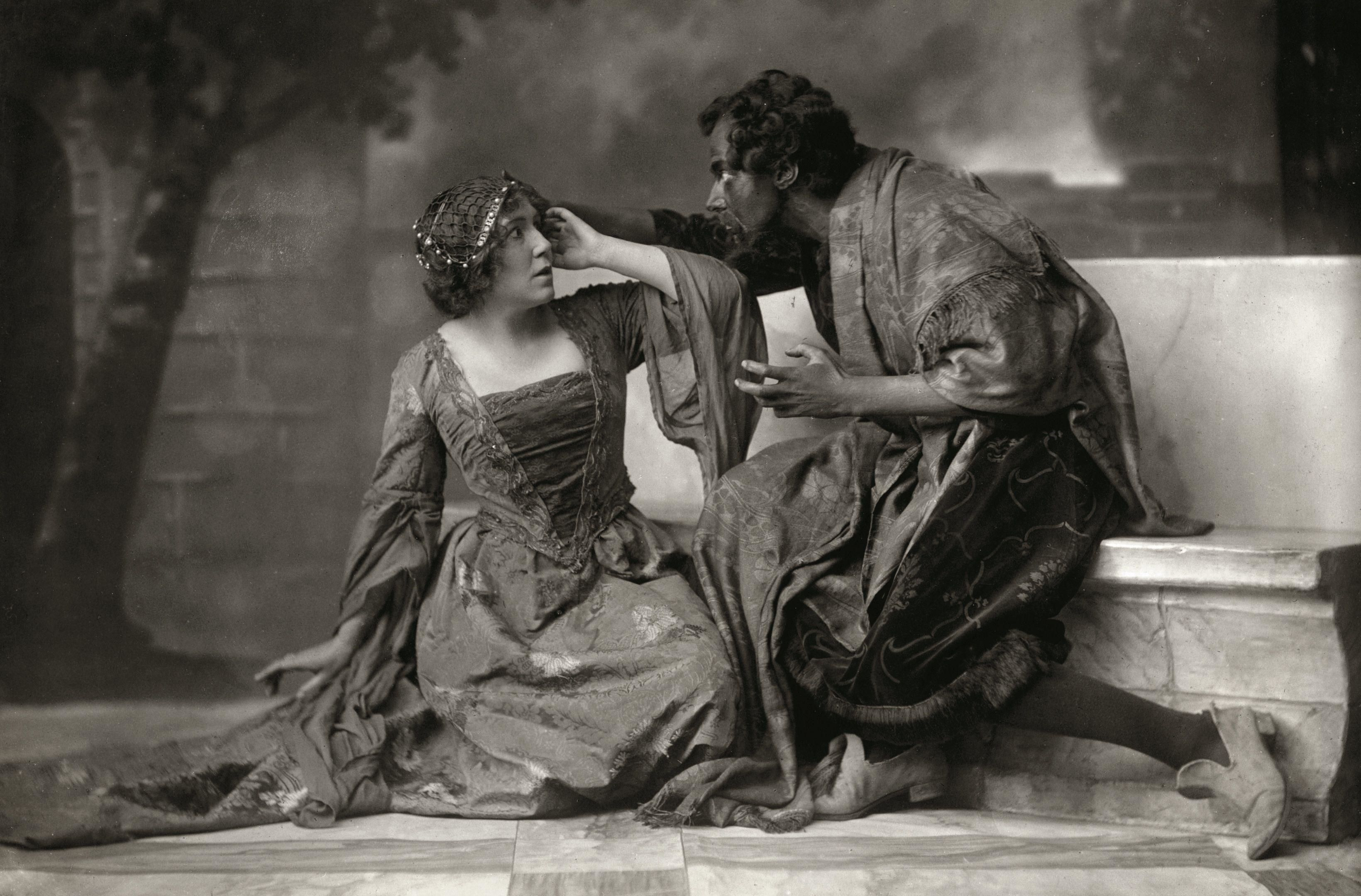
Albert van Dalsum in 1918 als Othello in het gelijknamige toneelstuk in de Plantage Schouwburg in Amsterdam. De rol van Desdemona wordt vertolkt door Marie Gilhuys-Sasbach.

Marie Johanna Gilhuys-Sasbach (Amsterdam, 9 juni 1885 – aldaar, 22 december 1951) was een Nederlands actrice.

## Biografie
Marie Johanna Sasbach werd geboren binnen het gezin van Hein Sasbach en Wilhelmina Lammes. Zus Mien Erfmann-Sasbach en haar dochter Minny Erfmann waren eveneens actrice. Haar broer Willem Sasbach werd cellist bij het Concertgebouworkest. Van 1900 tot 1903 volgde ze een opleiding aan de toneelschool van Amsterdam. In het eerste jaar van haar opleiding waren onder andere Emma Morel en Louis de Vries haar medestudenten.
Ze huwde in 1904 met de acteur Charles Gilhuys (Charles Joseph Marie Gilhuys) en in 1920 scheidden ze van elkaar. Hun dochter Rie Gilhuys werd ook een toneelspeelster.

## Opvoeringen (selectie)
- In 1916 speelt ze in Rotterdam in de Tivoli Schouwburg in het stuk Blank en Bruin, dat geschreven is door Maresco Marisini.[4]
- In 1918 speelt ze in Amsterdam de rol van Desdemona in het stuk Othello van William Shakespeare, met Albert van Dalsum in de rol van Othello. Haar man Charles deed de regie en allen behoorden tot het gezelschap Het Groot Toneel. Fotograaf Jacob Merckelbach nam foto's waarvan er nog een bewaard wordt door het Rijksmuseum.[5]
- In 1941 vertolkt ze te Utrecht de "vijf sinnen" in het stuk "Den spyeghel der salicheyt van Elckerlijc" met het Utrechts Toneel Gezelschap De Ghesellen van den Spele in regie van Adriaan Hooykaas.[6]